# Silenzio, prego!
Silenzio, prego! (Quiet Please!) è un film del 1945 diretto da William Hanna e Joseph Barbera. È il ventiduesimo cortometraggio animato della serie Tom & Jerry, prodotto dalla Metro-Goldwyn-Mayer e uscito negli Stati Uniti il 25 dicembre 1945. Vinse l'Oscar al miglior cortometraggio d'animazione ai Premi Oscar 1946, e fu la terza vittoria consecutiva per un cortometraggio della serie.
Il corto è noto per essere uno dei pochi in cui Tom parla. Venne tuttavia doppiato in italiano solo in occasione dell'uscita in DVD nel 2004 dalla Time Out Cin.ca, mentre in precedenza si era sempre visto in inglese. Nel doppiaggio italiano anche Jerry parla, gridando "Aiuto!" all'orecchio di Spike; nell'edizione originale invece fa un semplice urlo. Nei titoli di testa il titolo viene tradotto come Silenzio, per favore!, mentre in cover, menù e sottotitoli rimane il titolo precedente.

## Trama
Spike è tornato a vivere con Tom e Jerry, ma il suo sonno viene continuamente disturbato dagli inseguimenti dei due. Spike avverte quindi Tom che se sentirà un altro rumore lo spellerà vivo. Il gatto ricomincia a inseguire Jerry, cercando però di impedirgli di svegliare Spike. Il topo riesce quasi nel suo intento, ma Tom fa bere a Spike dell'idrato di cloralio, facendolo riaddormentare profondamente dopo aver cantato una ninna nanna per farlo dormire. Poi insegue nuovamente Jerry, che tenta inutilmente di svegliare Spike in tutti i modi. Alla fine il topo decide di accendere un grosso candelotto di dinamite sotto Spike. Mentre Tom cerca di tirarlo fuori, il bulldog si sveglia e il gatto rimette il candelotto sotto di lui. In seguito all'esplosione, Spike picchia Tom e lo costringe a dondolare la culla in cui lui e Jerry dormono finalmente tranquilli.